# Mariette d'Enghien
Pour les articles homonymes, voir Enghien (homonymie).
 (juin 2011).
Si vous disposez d'ouvrages ou d'articles de référence ou si vous connaissez des sites web de qualité traitant du thème abordé ici, merci de compléter l'article en donnant les références utiles à sa vérifiabilité et en les liant à la section « Notes et références ».
Yolande dite Mariette d'Enghien, dame de Wiège et de Fagnolle, est la fille de Jacques d'Enghien, châtelain de Mons et de Marie de Roucy de Pierrepont.

## Biographie

### Carrière
Mariée en 1389 à Aubert Le Flamenc, sire de Cany et chambellan du roi, elle fut la maîtresse de Louis Ier d'Orléans, frère du roi de France Charles VI, à qui elle donna un fils, Jean de Dunois, qui deviendra le compagnon d'arme de Jeanne d'Arc.

### Décès
Elle meurt à Claix dans les Alpes, où l'on peut encore admirer sa demeure. Elle était, selon les écrits de l'époque, ravissante et élégante. De plus, c'était elle qui « le mieux dansait ».